# Axel Wenner-Gren

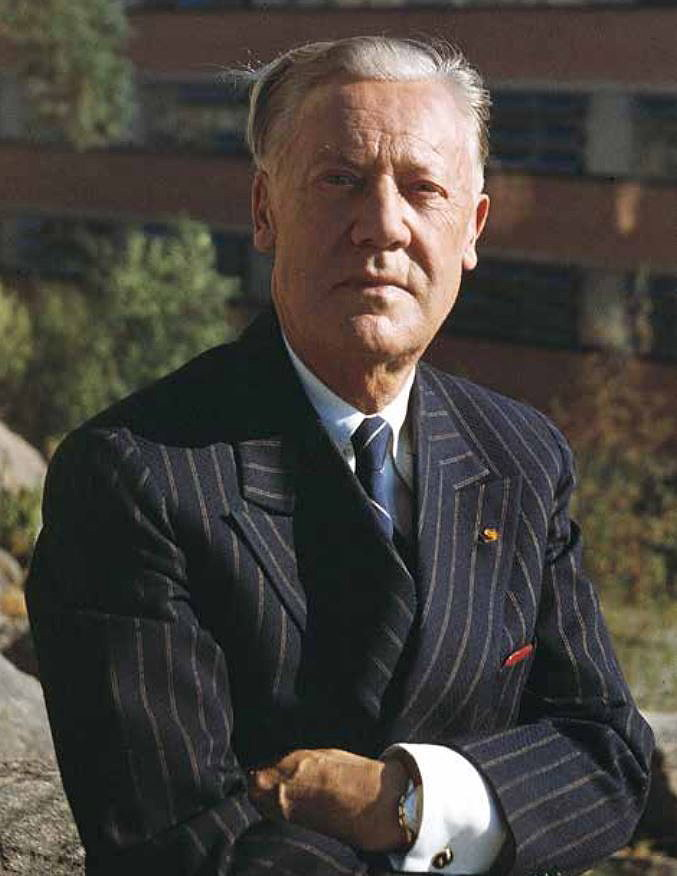
Axel Wenner-Gren 1955

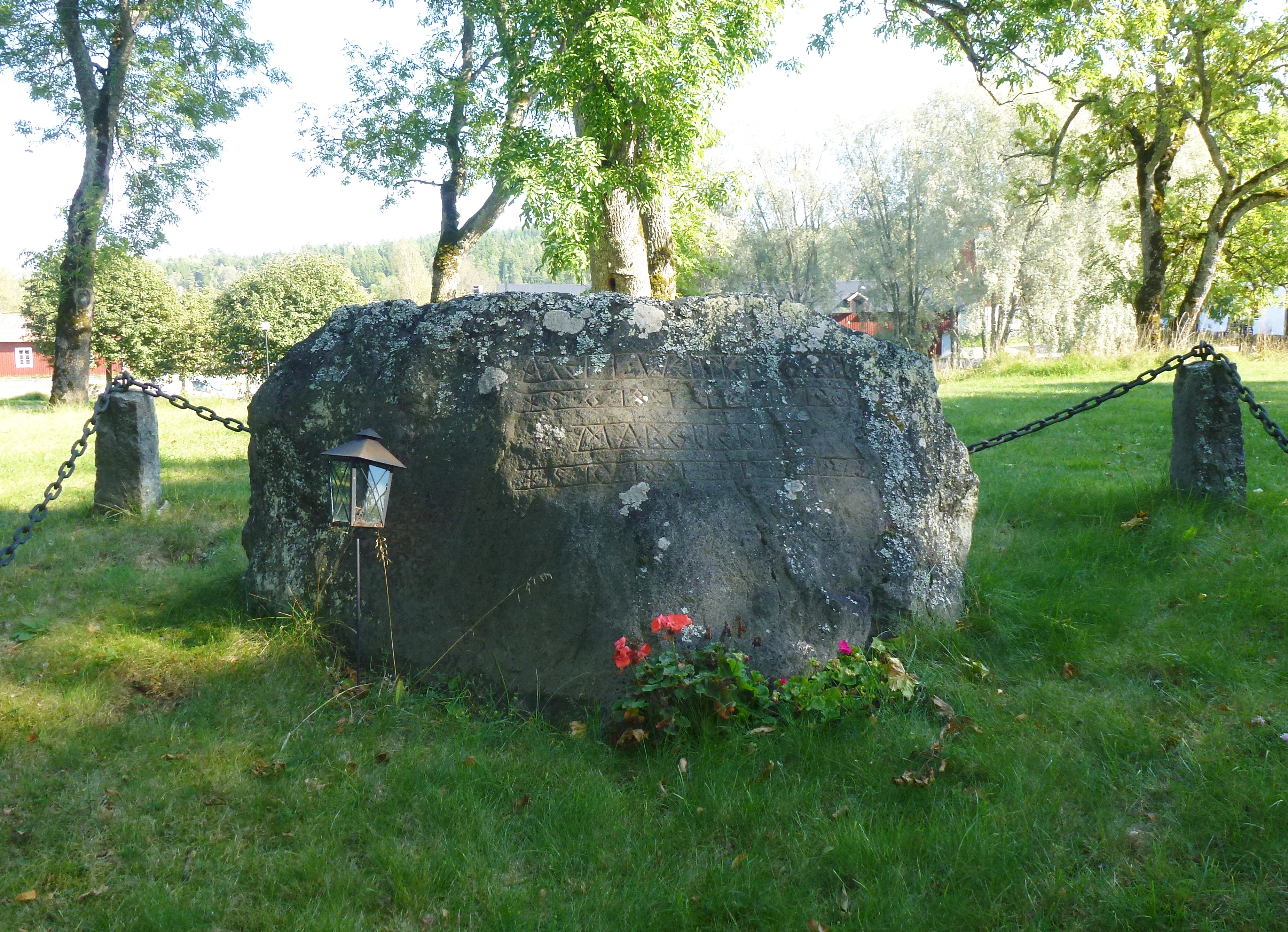
Axel Wenner-Grens Grab (2014)

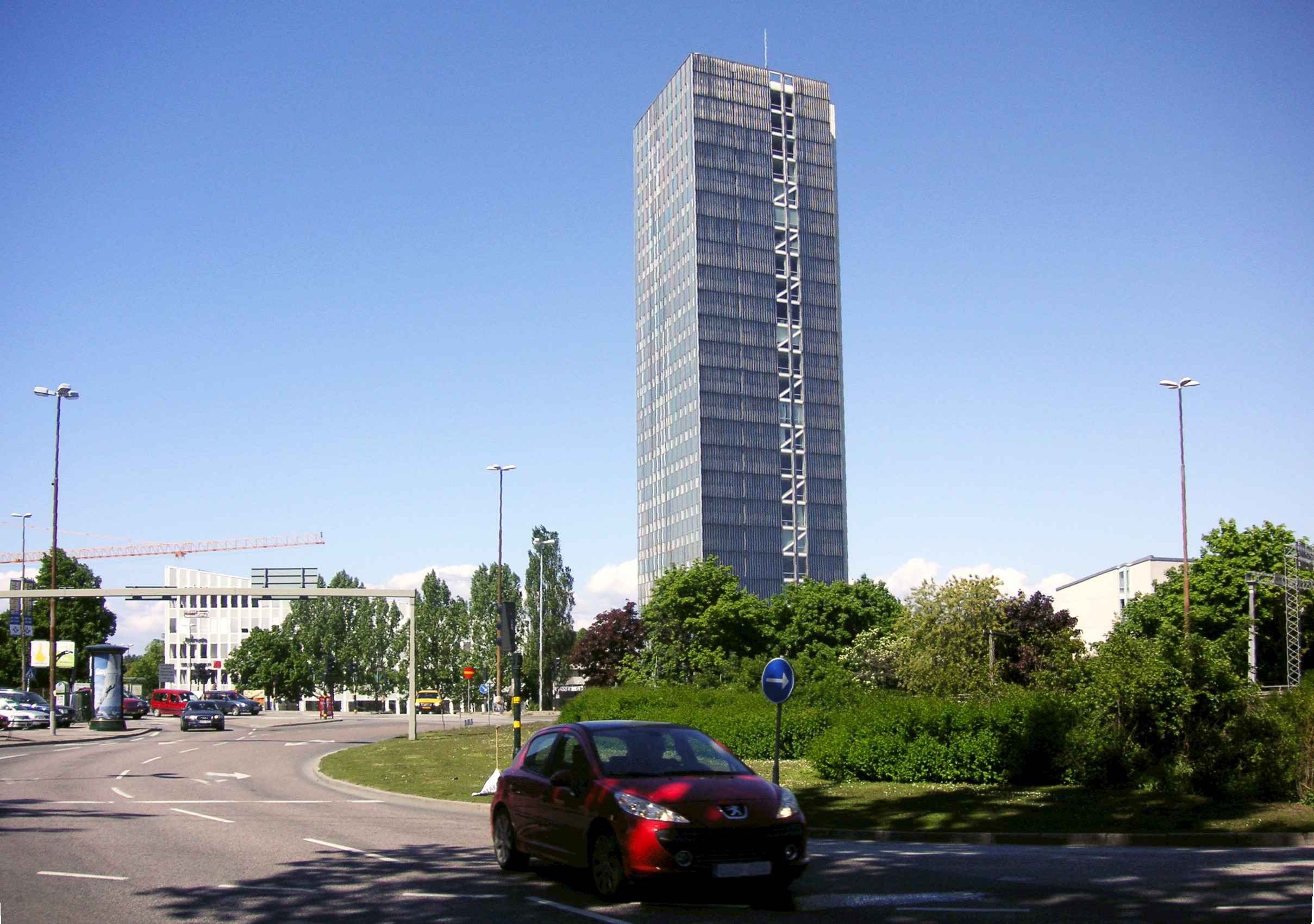
Wenner-Gren Center, Stockholm (2008)

Axel Lennart Wenner-Gren (* 5. Juni 1881 in Uddevalla; † 24. November 1961 in Stockholm) war ein schwedischer Großindustrieller.

## Leben
Axel Wenner-Gren war Sohn einer Bauernfamilie aus Uddevalla. Er studierte in Deutschland und lernte Verkaufstechnik in den USA. Durch seinen Wiener Freund und Partner Gustav Robert Paalen erkannte Wenner-Gren früh die Bedeutung des elektrischen Staubsaugers, beteiligte sich 1910 an dessen Berliner Unternehmen Santo GmbH und gründete im Jahr 1919 mit einem eigenen Patent für einen Hausstaubsauger das Unternehmen Electrolux für die Produktion von Haushaltsgeräten in großem Stil.
Am 14. Dezember 1909 heiratete er in London Marguerite Gauntier Liggett (1891–1973), Tochter von James Wesley Liggett und Ada J. Gauntier aus Kansas City. Sie ließ sich in Berlin zur Opernsängerin (Sopran) ausbilden. Die Ehe blieb kinderlos. Marguerite war die Schwester der Schauspielerin und Drehbuchautorin Gene Gauntier.
Im Jahre 1939 gab Wenner-Gren den Vorsitz seiner Firma ab und zog sich auf die Bahamas zurück, wo er in Besitz von Hog Island, heute bekannt als Paradise Island, war. Bis 1956 war er Haupteigentümer der Firma, dann verkaufte er seine Anteile an die schwedische Wallenberggruppe. Von 1934 bis 1941 war er auch Mitbesitzer der Svenska Cellulosa AB und außerdem war er maßgeblich an dem Rüstungsunternehmen Bofors beteiligt. Hinzu kamen unter anderem noch lukrative Unternehmen in Kanada, Südamerika und Mexiko.
Während des Zweiten Weltkrieges kam er in den USA in Verruf, mit Hermann Göring befreundet zu sein, man setzte ihn auf die Liste der Kollaborateure, beschlagnahmte sein millionenschweres Vermögen und verbot jedem amerikanischen Bürger, irgendein Geschäft mit dem „Nazi-Schweden“ zu machen. Wenner-Gren war jedoch nie Kollaborateur gewesen, sondern hatte sich dafür eingesetzt, den Krieg zu verhindern. Dazu benutzte er seine guten Verbindungen zu Kreisen der Hochfinanz und zu Politikern in England und Deutschland.
Nach dem Krieg gelang es ihm, wieder mit den Amerikanern ins Geschäft zu kommen, nachdem die Truman-Regierung den gegen ihn verhängten Bann aufgehoben hatte. Um das zu erreichen, hatte Wenner-Gren sich die Unterstützung maßgeblicher Politiker gesichert, unter ihnen der Senator John Hastings aus Los Angeles. Hastings war es auch, der den Anstoß zur Entwicklung einer Einschienenbahn, der späteren „Alweg-Bahn“, gegeben hatte, um das Verkehrsproblem seiner Stadt zu lösen. Der technisch interessierte Axel Wenner-Gren unterstützte das Projekt finanziell und gab der zukunftsträchtigen Bahn seinen Namen: Axel Lennart Wenner-Gren.
Wenner-Gren spendete große Summen für verschiedene kulturelle und wissenschaftliche Zwecke, unter anderem das Wenner-Gren-Institut in Stockholm und die Wenner-Gren Foundation for Anthropological Research in New York. Das Wenner-Gren Center in Stockholm ist von ihm gestiftet worden und nach ihm benannt.